# بو بورنهام: في الداخل
بو بورنهام: في الداخل (بالإنجليزية: Bo Burnham: Inside) هو عرض موسيقي خاص صدر عام 2021 كتبه وأخرجه وصوّره وحرره وأداه الممثل الكوميدي الأمريكي بو بورنهام. تم إنشاء المسلسل من قبل بيرنهام بمفرده في بيت الضيافة بمنزله في لوس أنجلوس أثناء جائحة كوفيد–19، وتم إصداره على نتفليكس في 30 مايو 2021. يضم الألبوم مجموعة متنوعة من الأغاني والرسومات حول حياته اليومية في الداخل، ويصور تدهور الصحة العقلية لبيرنهام، ويستكشف موضوعات الأداء وعلاقته بالإنترنت والجمهور الذي ساعده في الوصول إليه، ويتناول موضوعات مثل تغير المناخ والحركات الاجتماعية. وتناقش أجزاء أخرى من البرنامج الأنشطة عبر الإنترنت مثل الاتصال بأمك عبر فيس تايم، والنشر على إنستغرام، وإرسال الرسائل الجنسية، وبث ألعاب الفيديو مباشرة.
يتتبع العرض الكوميدي الخاص السابق لبيرنهام اصنع السعادة [الإنجليزية] (2016)، والذي دفعه إلى التوقف عن الأداء عندما بدأ يعاني من نوبات هلع على خشبة المسرح أثناء جولة العرض الخاص. تم إصدار ألبوم الأغاني من الألبوم الخاص في الداخل (الأغاني) [الإنجليزية] رقميًا في 10 يونيو 2021. في الذكرى السنوية الأولى لإصدار الحلقة الخاصة، قام بيرنهام بتحميل اللقطات الداخلية، وهو فيديو مدته ساعة على موقع يوتيوب يحتوي على لقطات غير مستخدمة، وأغانٍ غير مستخدمة، ولقطات خلف الكواليس، ولقطات بديلة من الحلقة الخاصة. تم إصدار ألبوم فاخر يتضمن هذه المقاطع، فيي الداخل (ديلوكس)، في 3 يونيو 2022.
حظي العرض الخاص بإشادة واسعة النطاق، وخاصةً لموسيقاه وإخراجه وتصويره السينمائي ومونتاجه وتقديمه للحياة أثناء جائحة كوفيد–19. وجد النقاد أن العرض الخاص يتضمن مجموعة متنوعة من أشكال الفن بما في ذلك الموسيقى، ومقاطع الكوميديا الارتجالية، والتعليقات التوضيحية، ووصفوه بأنه مزيج من الكوميديا والدراما والأفلام الوثائقية والمسرح. بالنسبة لفي الداخل، حصل بيرنهام على جائزة بيبودي [الإنجليزية]، وجوائز إيمي لأفضل إخراج لبرنامج خاص متنوع [الإنجليزية]، وأفضل إخراج موسيقي [الإنجليزية]، وأفضل كتابة لبرنامج خاص متنوع [الإنجليزية]، وجائزة جرامي لأفضل أغنية مكتوبة لوسائل الإعلام المرئية عن أغنية "كل العيون علي".

## الخلفية
بو بيرنهام هو ممثل كوميدي موسيقي [الإنجليزية] أمريكي اكتسب شهرته من خلال نشر مقاطع فيديو على موقع يوتيوب منذ عام 2006 فصاعدًا. بعد أن تم تعديل هذه الأغاني إلى ألبومه الأول الذي يحمل عنوانًا ذاتيًا [الإنجليزية] (2009)، قام بثلاث جولات كوميدية، تم إصدار أول اثنتين منها كألبومات والأخيرتين كعروض مسجلة: كلمات كلمات كلمات [الإنجليزية] (2010)، ماذا. (2013)، و اصنع السعادة [الإنجليزية] (2016). أثناء الجولة الخاصة بألبوم اصنع السعادة، بدأ بيرنهام يعاني من نوبات هلع على المسرح. في السنوات الفاصلة، كتب وأخرج فيلم الصف الثامن (2018) وقام ببطولة فيلم شابة واعدة (2020).

## الملخص
كان المشهد الأول لدخول بيرنهام الغرفة مُلفتًا للنظر، لكن هذا المشهد يُشبه الملصق في صندوق المعلومات، وسيكون مساحةً مُهدرة. أغنيتا "كونتنت" و"كوميدي" مهمتان، لكن الصور لن تُساعد القارئ على الفهم. مشاهد مثل حديث بيرنهام مع الكاميرا بعده مُباشرةً ستكون مُشتقة أيضًا، وهي واضحة بذاتها. أما مشهدا "فيس تايم مع أمي (الليلة)" و"إنستغرام المرأة البيضاء" فهما يُغيران نسبة العرض إلى الارتفاع، وقد يُسببان الالتباس في الكولاج. ومن الاعتبارات الأخرى مشهد مغادرة بيرنهام الغرفة، لكن هذه لقطة مُظلمة ويصعب تفسيرها بدقة منخفضة. وينطبق الأمر نفسه على مشهده وهو مُسلّط عليه الضوء عاريًا وهو ينظر إلى جهاز العرض. لقطات من أفلام "كيف يعمل العالم"، و"الرسائل الجنسية"، و"إشكالية"، و"بيزوس الأول"، و"مرحبًا بكم في الإنترنت"، و"انظروا من بالداخل مجددًا" لا تحمل نفس القدر من الرمزية، ولن تُعززها صورة بقدر ما تُعززها مشهدية الفيديو التفاعلي – حتى لو كانت بعض هذه المقاطع ذات صلة بالموضوع. اللقطة الأولى في "كل العيون عليّ" رمزية، لكن إظهار فكرة حفل موسيقي على المسرح أهم. الصور من حديث مناهضة الانتحار و"وداعًا" ذات صدى موضوعي، وتجعل هذه المشاهد تحديدًا أسهل فهمًا. ––>
يدخل بيرنهام إلى الغرفة الصغيرة الفارغة التي تركها في نهاية حلقته الخاصة الأخيرة، اصنع السعادة [الإنجليزية]. ويتم تصوير جميع الأحداث اللاحقة في غرفة واحدة، مع نمو شعره ولحيته في كل مكان. في أغنية "المحتوى"، يعتذر عن انقطاعه ويوضح أنه غير قادر على مغادرة منزله. ويتبع ذلك "كوميديا"، حيث يأمر صوت سماوي بورهام بأن الحالة المزرية التي يعيشها العالم لا يمكن إنقاذها إلا من خلال ممثل كوميدي أبيض اللون. وفي حديثه للمشاهد، اعتذر عن طبيعة البرنامج الخاص غير المتجانس والسريع، وأعرب عن نيته في إبقاء نفسه مشغولاً وإسعاد المشاهد.
بعد "فيس تايم مع أمي (الليلة)"، يخاطب "الأطفال" الذين يشاهدونه بأغنية عن الطبيعة، لكن شخصية دمية جورب تبدأ في الغناء عن الإبادة الجماعية التاريخية واستغلال العمال – وهذا يشكل "كيف يعمل العالم". يخلف "إنستغرام المرأة البيضاء" محاكاة ساخرة لمستشار العلامة التجارية، حيث يسخر من تقاليد إنستغرام. تتبع الأغنية القصيرة " متدرب غير مدفوع الأجر " على الفور مقطع فيديو رد فعل [الإنجليزية] ساخر، لكن الفيلم يستمر في التشغيل في الفيديو المتراكب، مما يجعل بيرنهام يتفاعل مع حلقة من تعليقه الخاص. ويتبع ذلك " بيزوس الأول [الإنجليزية] "، الذي يمتدح جيف بيزوس بشكل خادع، و" الرسائل الجنسية "، ومحاكاة ساخرة لفيديو "شكرًا" على يوتيوب بينما يحمل سكينًا. أغنية " انظر من بالداخل مرة أخرى "، بصيغة الغائب، تسخر من فرد كان يبحث عن ذريعة لعزل نفسه وحصل على ما يريد. يعتذر عن السلوك الإشكالي من الماضي والذي يندم عليه في " المشكلة ".
ويتحدث إلى المشاهد قبل دقائق من عيد ميلاده الثلاثين، ويكشف أنه كان يأمل في إنهاء الحلقة الخاصة قبل هذا التاريخ. ويتبع ذلك "30"، وينتهي باعتراف مفاجئ بأنه سوف ينتحر عندما يبلغ الأربعين. وفي المشهد التالي مباشرة، يحث المشاهد على عدم قتل نفسه. في منتصف هذا الحديث المناهض للانتحار، ينتقل المشهد إلى هذه اللقطات التي يتم عرضها على بيرنهام في المستقبل، والذي يشاهدها بلا اهتمام. ثم يبدأ بيرنهام في الحديث بالاعتراف بأنه سيموت مؤقتًا لو استطاع.
في فترة الاستراحة، يقوم بيرنهام بتنظيف الكاميرا. يسأل المشاهد بشكل خطابي ما رأيه في الحلقة الخاصة في "لا أريد أن أعرف". يسخر من لاعب ألعاب الفيديو، ويقدم تعليقًا على اللعبة التي تتكون من بكائه في غرفته. ويتبع ذلك وصف لصحته العقلية في الأغنيتين الساخرتين "شيت" و"أدنى مستوى على الإطلاق". في فيلم "مرحبًا بكم في الإنترنت"، يعمل كمرشد سياحي خبيث للإنترنت، حيث يقدم للمشاهد أنواعًا مختلفة من المحتوى، تتراوح من المبهج إلى الكئيب، للتفاعل معها بلا نهاية. بعد "بيزوس الثاني"، تم إدراج صور غير متجانسة للمجتمع الحديث في "ذلك الشعور المضحك". يحاول أن يخبر المشاهد أنه كان يعمل على البرنامج الخاص لمدة عام، لكنه يشعر بالإرهاق ويضرب معداته قبل أن ينهار في البكاء. في أغنية "كل العيون علي"، يغني بيرنهام لمسار مسجل مسبقًا لجمهور: يكشف أنه ابتعد عن الكوميديا الحية قبل خمس سنوات لأنه كان يعاني من نوبات هلع على خشبة المسرح؛ تحسنت صحته العقلية بما يكفي بحلول يناير 2020 ليفكر في العودة قبل "حدوث الشيء الأكثر إضحاكًا". تطلب الأغنية من الجمهور أن ينهضوا، ويرفعوا أيديهم، ويصلوا من أجله. غاضبًا من المشاهد، يلتقط الكاميرا ويرقص بها قبل أن يسقطها على الأرض.
يقول بيرنهام المنهك أنه "انتهى". في "وداعا"، يتعهد بورهام بعدم الخروج مرة أخرى؛ ويتم تشغيل لقطات لبورهام وهو يغني بلحية وشعر طويلين ومقصوصين في نفس الوقت. ويظهر في المونتاج أنه يقوم بتجهيز الغرفة لمشاهد مختلفة في الحلقة الخاصة، كما أنه يدمج كلمات الأغاني السابقة. اللقطة الأخيرة من الأغنية تظهره عارياً تحت الأضواء. بعد الأغنية، يظهر بيرنهام وهو يغادر الغرفة أخيرًا، فقط ليتم إغلاقه بالخارج بينما يصفق له الجمهور غير المرئي ثم يضحك عليه لمحاولته العودة إلى الداخل. وعندما عاد إلى الغرفة، بدأ يشاهد لقطات من هذا على جهاز العرض الخاص به وبدأ يبتسم. تُعزف أغنية "أي يوم الآن" في نهاية الفيلم، وهي تتكون من لحن مبسط وكلمات متكررة "سوف يتوقف الأمر في أي يوم الآن".

## الإنتاج
تم تصوير الجزء الداخلي في بيت الضيافة في منزل لوس أنجلوس الذي تقاسمه بيرنهام مع صديقته منذ فترة طويلة، صانعة الأفلام لورين سكافاريا، قبل أن ينتقلا إلى عقار مختلف بعد بضعة أشهر من إصدار الجزء الخاص؛ كما تم استخدام بيت الضيافة لتصوير نهاية اصنع السعادة. كشف أحد إعلانات زيلو لاحقًا أن العقار هو نفس العقار الذي تم استخدامه لتصوير فيلم كابوس شارع إيلم (1984). قال بيرنهام إنه بسبب جائحة كوفيد–19، عمل في العرض بمفرده دون طاقم عمل أو جمهور. تقول اللقطات المحذوفة من الحلقة الخاصة أن اللقطات تم التقاطها بين مارس 2020 ومايو 2021. قال أحد المسؤولين التنفيذيين في نتفليكس – روبي براو – إن بيرنهام اتصل به "في وقت مبكر إلى حد ما من الوباء" بشأن في الداخل، وأرسل إليه 20 دقيقة من اللقطات نحو نهاية عام 2020.
وفقًا لتسريب تم تقديمه إلى بلومبرج نيوز في أكتوبر 2021، دفعت نتفليكس 3.9 مليار دولار مليون دولار لبرنامج في الداخل، وخصص له قيمة "كفاءة" داخلية تبلغ 2.8، مقابل درجة أساسية تبلغ 1 للمحتوى الذي يحقق التعادل؛ تم طرد المتحدث باسم نتفليكس الذي قدم الإحصائيات لبرنامج في الداخل والعديد من البرامج الأخرى على خدمة البث لاحقًا بسبب إصدار معلومات سرية و"حساسة تجاريًا".

## الإصدار
أعلن بيرنهام عن في الداخل في 28 أبريل 2021، إلى جانب مقطع دعائي صغير أظهر بيرنهام نظيفًا أثناء نهاية اصنع السعادة، والذي انتقل إلى مشهد من في الداخل ظهر فيه بمظهره ذو الشعر الطويل واللحية. كما نشر على تويتر وإنستغرام. في 21 مايو، أعلن أن في الداخل سيتم إصداره في 30 مايو. تم إصدار الفيلم الخاص بدون مجموعة صحفية أو مجموعة من الصور الثابتة [الإنجليزية]. تم عرض الفيلم في دور عرض مختارة في الولايات المتحدة بين 22 يوليو و25 يوليو 2021، مع إضافة عروض في بعض دور العرض بعد مرور عطلة نهاية الأسبوع الأولى.

## في الداخل (الأغاني)
كما أُعلن في 8 يونيو 2021، تم إصدار موسيقى في الداخل باسم في الداخل (الأغاني) في 10 يونيو على منصات بث الموسيقى من خلال ريبابليك ريكوردز. وصلت أغنية في الداخل (الأغاني) إلى المراكز العشرة الأولى في الولايات المتحدة، وكندا، والدنمارك، وأيرلندا، ونيوزيلندا، والنرويج، والمملكة المتحدة. كان الألبوم الكوميدي الأمريكي الأكثر مبيعًا لهذا العام وحصل على شهادة ذهبية في الولايات المتحدة. بالإضافة إلى ذلك، عدد من الأغاني الفردية من المخطط الخاص. أصبحت أغنية "كل العيون علي" أول أغنية كوميدية تدخل قائمة مخطط بيلبورد العالمي 200.

## اللقطات الداخلية
في 30 مايو 2022، احتفل بيرنهام بالذكرى السنوية الأولى للحلقة الخاصة من خلال عرض اللقطات الداخلية لمدة ساعة عبر يوتيوب. وأعلن أنه سيقوم بنشر الفيديو قبل ساعة من الحدث. تم تحرير الفيديو بواسطة بيرنهام من أبريل إلى مايو 2022. تم إصدار اللقطات المحذوفة أيضًا على نتفليكس في 11 أغسطس 2022.
يعرض اللقطات الداخلية لقطات خلف الكواليس، وإصدارات بديلة لكل أغنية ومشهد في في الداخل، ونظرة ثاقبة على عملية الإنتاج. Iيضم الألبوم 13 أغنية جديدة، بما في ذلك إصدارات بديلة من "كل العيون علي" و"انظر من بالداخل مرة أخرى"، وأغاني قصيرة مثل "بيزوس الثالث" و"بيزوس الرابع" و"العنكبوت". يتناقض "المستقبل" مع رغبة بيرنهام في إنجاب ابنة والتأمل بفعالية مع واقعه التعيس. تحتفل أغنية "خمس سنوات" بذكرى علاقة، ويُعتبر بمثابة محاكاة ساخرة لأغاني دريك وإشارة إلى علاقة بيرنهام مع لورين سكافاريا. "بايدن" يتحدث عن تردده في التصويت لصالح جو بايدن في الانتخابات الرئاسية الأمريكية لعام 2020. تتجه أغنية "هذه ليست مزحة" المليئة بالتعديلات التلقائية إلى موضوع ندبة ميلاد بيرنهام. يُضفي فيلم "الدجاجة" طابعًا دراميًا على سيناريو السؤال "لماذا عبرت الدجاجة الطريق؟ [الإنجليزية]" كما يتضمن مواد أخرى غير مستخدمة، مثل بودكاست يسخر من تجربة جو روجان ومحاكاة ساخرة لعالم مارفل السينمائي (MCU). يشير الفيديو إلى نظام الإعلانات في يوتيوب، بما في ذلك العد التنازلي للإعلانات ("إعلان في 5")، واللافتات الإلكترونية المصممة على غرار في الداخل، والتوصيات بمقاطع فيديو مزيفة.
بعض المقاطع المحذوفة تستحضر أغاني أو موضوعات مدرجة في الحلقة الخاصة النهائية – على سبيل المثال، قارن ميتشل كلارك من ذا فيرج أغنية "ذا فيوتشر" بأغنية "إشكالية" بسبب الأغنيتين اللحن المتشابه، حيث تشترك كلتا الأغنيتين في موضوعات الاكتئاب والوقوع في الداخل. استعرض بريان لوجان من صحيفة الجارديان أنه على الرغم من أن بعض اللقطات المحذوفة كانت مخصصة فقط لمحبي في الداخل، إلا أن "بعض المواد تتألق بنفس سطوع أفضل ما في الأصل"، بما في ذلك البودكاست و"خمس سنوات" و"دجاجة". على الرغم من أن إيفي بريس مجلة القضية الكبرى [الإنجليزية] أقل تفضيلاً لأغنية "دجاجة"، إلا أنها أشادت بالأغاني الموجودة في المقاطع المحذوفة بسبب "الخوف العقلي" الذي لا يزال ذا صلة بعد نهاية عمليات الإغلاق.
أشاد مات ويلستين ذا ديلي بيست بأن مشهد البودكاست أصبح "أكثر أهمية في عام 2022"، مع سخريته من مقدمي البودكاست مثل جو روجان الذين يتحدثون "عن الرقابة أثناء البث لعشرات الملايين من المستمعين كل يوم"، ولحظات ساخرة مثل إعلان "Manstuff's Dick Spray" الذي يظهر عندما يطلق مقدم البودكاست على نفسه لقب "فيلسوف". على نحو مماثل، أشادت فيفيان كين، ' مسلسل "ماري سو"، بالمشهد الذي أظهر أن الكوميديين المناهضين لثقافة " الاستيقاظ " أو "الإلغاء" يستخدمون "التعصب الخفي أو غير الخفي على الإطلاق" بينما "يطالبون بالاحترام". كتب كين أن "أفضل طريقة ممكنة لإسقاط المتعصب هي ببساطة تكرار كلمات المتعصب وأخلاقه العامة حرفيًا".
بعد العرض الخاص، صدرت مجموعة من المنتجات مستوحاة من مشهد محاكاة ساخرة من عالم مارفل السينمائي. تتميز الصفحة الرئيسية للموقع الإلكتروني ووصف المنتجات بطابع ساخر، وتتضمن عبارات مثل: "كل ما عليك فعله هو ما نسميه "شراء"، هذا ما نسميه "محتوى قابل للارتداء"، بما نسميه "أموالك".

## التحليل

### الأسلوب والصيغة
على الرغم من وصفه غالبًا بأنه برنامج كوميدي خاص، فإن في الداخل يتناول موضوعات مثيرة للجدل وخطيرة، حيث تعد الصحة العقلية وتدهورها الموضوع الأكثر انتشارًا. أطلق عليها بريان لوجان من صحيفة الجارديان اسم "كوميديا العمل الفني الشامل [الإنجليزية]" – وهي قطعة فنية تجمع بين العديد من الأشكال. كتب توم باور من تك رادار أنه كان "دراما كوميدية" وأن التناوب بين المواد الكوميدية والموسيقى والمشاهد "المفاجئة" يجعله يبدو وكأنه مزيج من "فيلم وثائقي ومسرحية". على نحو مماثل، قالت كاثرين فان أريندونك في مجلة فالتشر إن الألبوم "يتوق إلى أن يكون حفلاً موسيقيًا" في بعض الأماكن وفي أماكن أخرى يقترب من الأنماط "الاعترافية" أو "الصحفية". على النقيض من ذلك، رأت ليندا هولمز، [الإنجليزية] الناقدة في إذاعة الإذاعة الوطنية العامة، أن الفيلم "ليس فيلمًا وثائقيًا، بل هو قطعة مسرحية مكتوبة بشكل جيد للغاية". بعض أجزاء من النكتة تفتقر إلى الفكاهة، في حين أن العديد من النكات يقابلها الصمت. قام كل من هولمز وراشيل سايم مجلة نيويوركر بتحليل أن الكوميديا التقليدية المحدودة في العرض الخاص تبدو وكأنها خارج مكانها: صرحت سايم أنها "تبدو مبتذلة وغير عصرية عمدًا" وأوضحت هولمز أن بيرنهام شعرت "أنها لا معنى لها بدون جمهور يضحك عليها". يوجد كوميديا سطحية ولقطات لبرنام وهو يقوم بتحرير الحلقة الخاصة ويشاهد أحد مقاطع الفيديو السابقة له. حدد إريك كون من إندي واير "تحولات لونية غريبة وانتقالات مفاجئة" بين أقسام مختلفة من العرض الخاص، ووصف فان أريندونك بيرنهام بأنه أظهر "طاقة الأداء عبر مجموعة واسعة من التأثيرات والحالات المزاجية".

### المواضيع
قالت ليندا هولمز من الإذاعة الوطنية العامة أن هناك خطوطًا غير واضحة بين "الحقيقة والخيال" في الحلقة الخاصة. في موقع ذا ديلي بيست، تساءل كيفن فالون: "ما هو الأداء وما هو التلصص عندما يكون الألم الذي نشاهده حقيقيًا لدرجة مزعجة تقريبًا؟" كما اقترح أن عدم القدرة على التمييز قد يكون متعمدًا. رأى ماثيو ديسيم من مجلة سلايت أن الموضوع الرئيسي هو "علاقة بيرنهام بعمله الخاص، وعدم أهمية هذا العمل في مواجهة الانهيار العالمي". وفي هذا الموضوع، وصف كوهن "الحضور الهستيري والسلبي العدواني لبيرنهام على الشاشة، مما يشير إلى أنه أصبح متشككًا بشأن خلق الفن في عالم يختزله إلى منتج رأسمالي خالص". لاحظ بعض المراجعين صورًا متكررة لبيرنهام في صورة يسوع، بشعر طويل غير مهذب ولحية متنامية. حلل بوخالاد العرض الخاص باعتباره "فنانًا يضرب غروره حتى الموت"؛ في المقابل، قال توم باور ' تك رادار أنه على الرغم من أن بيرنهام "يقودنا عبر" العمل "الشخصي للغاية"، "فمن الصعب ألا ترى نفسك في مكان بيرنهام". صرح هولمز أنه من المألوف للعديد من الأشخاص الذين عاشوا خلال الوباء أن يكون هناك "توازن" بين "دافعين": الأول هو "البقاء في السرير" والثاني هو "النوم". ... وحيدًا"، والآخر "للإبداع، والبقاء مشغولاً، وإطلاق النكات".
يشكل الأداء المتميز وعلاقة بيرنهام بجمهوره عنصرا أساسيا في هذا العرض الخاص. يأتي هذا في أعقاب اصنع السعادة (2016)، حيث عكست أغنية المرحلة الختامية "لا أستطيع التعامل مع هذا (كاني رانت)" علاقته المتناقضة مع جمهوره. بعد انتهاء القسم المسرحي من فيلم اصنع السعادة، يؤدي بيرنهام أغنية "هل أنت سعيد؟" في نفس بيت الضيافة المستخدم في فيلم في الداخل ثم يغادر للانضمام إلى صديقته لورين سكافاريا وكلبهما في الحديقة. علق ديسيم بأن أسلوب التصوير يخلق "تباينًا بين المطالب الصارمة للعمل الإبداعي والحياة النابضة بالحياة التي تدور في الخارج". كتب باور أن في الداخل هو "استمرار" و"امتداد" لهذه الموضوعات من اصنع السعادة. حدد فان أريندونك "حلقات لا نهاية لها من الأداء والاستهلاك، والقلق بشأن الأداء والأصالة والإنتاجية". من خلال المشهد الأخير، حيث يشاهد بيرنهام تسجيلاً لنفسه وهو محبوس في الخارج بينما لا يزال في الغرفة، رأى زينومان أن فيلم في الداخل "يشجع على الشكوكية في الأداء" لـ "الواقعية".
الإنترنت هو موضوع رئيسي في الحلقة الخاصة، والتي تصور صراحةً الوسائط مثل شبكات إنستغرام وبث مباشر تويتش. اعتقد زينومان أن الإنترنت كان "الموضوع المهيمن"، حيث زاد الوباء من أهمية "الحياة الرقمية"، وأن بيرنهام أظهر "شكوكًا قاسية" تجاهه: وفقًا لزينومان، فإن "حوافز الويب، تلك التي تكافئ الغضب والإفراط والعاطفة" تُصوَّر على أنها "الأشرار". وصف بوخالاد بيرنهام بأنه كان لديه "علاقة متوترة مع التكنولوجيا ووسائل التواصل الاجتماعي" حيث بدأت حياته المهنية بسلسلة من مقاطع الفيديو على موقع يوتيوب قبل أن "تتحول وسائل التواصل الاجتماعي إلى شيء أكثر مؤسسية وشرًا". رأت ريبيكا ريد من صحيفة ديلي تلغراف أن بيرنهام لم يكن "شيطانيًا" أو "مبشرًا" بالإنترنت، بل كان بدلاً من ذلك "يلتقط السخافة والأهوال والتألق والعبث التام".

### الأغاني الفردية
قام بوجالاد وريد بتحليل مقطع في "إنستغرام المرأة البيضاء" حول مشاعر الشخصية بشأن وفاة والدتها في الماضي. وبحسب بوجالاد، فإن الجزء الأكبر من الأغنية هو "لحن ساخر حول كل الصور السطحية والساعية إلى النفوذ والتي تظهر على حسابات النساء البيض الأساسية على موقع إنستغرام". ويستخدم إطارًا ضيقًا لمحاكاة شاشة الهاتف المحمول – كما فعلت الأغنية السابقة "فيس تايم مع أمي (الليلة)" – ولكن عندما تتحدث الشخصية عن وفاة والدتها، يتوسع الإطار إلى الحجم الكامل. اعتبر ريد هذا بمثابة انعكاس لحياة شاب على وسائل التواصل الاجتماعي: "هراء تافه وتافه" ... تتخللها لحظات عرضية من الصدق والملاحظة التي تتجاوز الحدود." علق بوجالاد بأن إنستغرام يمكن أن يكون أدائيًا، وكما هو الحال مع أداء بيرنهام نفسه، "في بعض الأحيان تتسلل الحقيقة من تلقاء نفسها".
قامت غابرييل سانشيز من نادي إيه ڤي بمراجعة أغنية "إشكالية". قارنت في الداخل مع أقدم مقاطع فيديو لبو بورنهام على يوتيوب ووجدت العديد من أوجه التشابه في أسلوب الأداء؛ ومع ذلك، فقد قدم "نكات غير مضحكة بشكل صارخ، وكراهية للمثليين، وكراهية للنساء" في حياته المهنية المبكرة. وقال سانشيز إن "مشكلة" تخدم غرضًا مزدوجًا يتمثل في الاعتذار عن هذا المحتوى والسخرية من "الدورة الحالية من الاستدعاءات والاعتذارات للمشاهير". في البداية، استخدم بيرنهام صغر سنه كذريعة، لكنه اعتذر عن ذلك في المقطع التالي: زعم سانشيز أن الرسالة هي أن "الخطوة الأولى نحو أن تصبح شخصًا أفضل هي الاعتراف بالأخطاء".

## الاستقبال

### الاستقبال النقدية

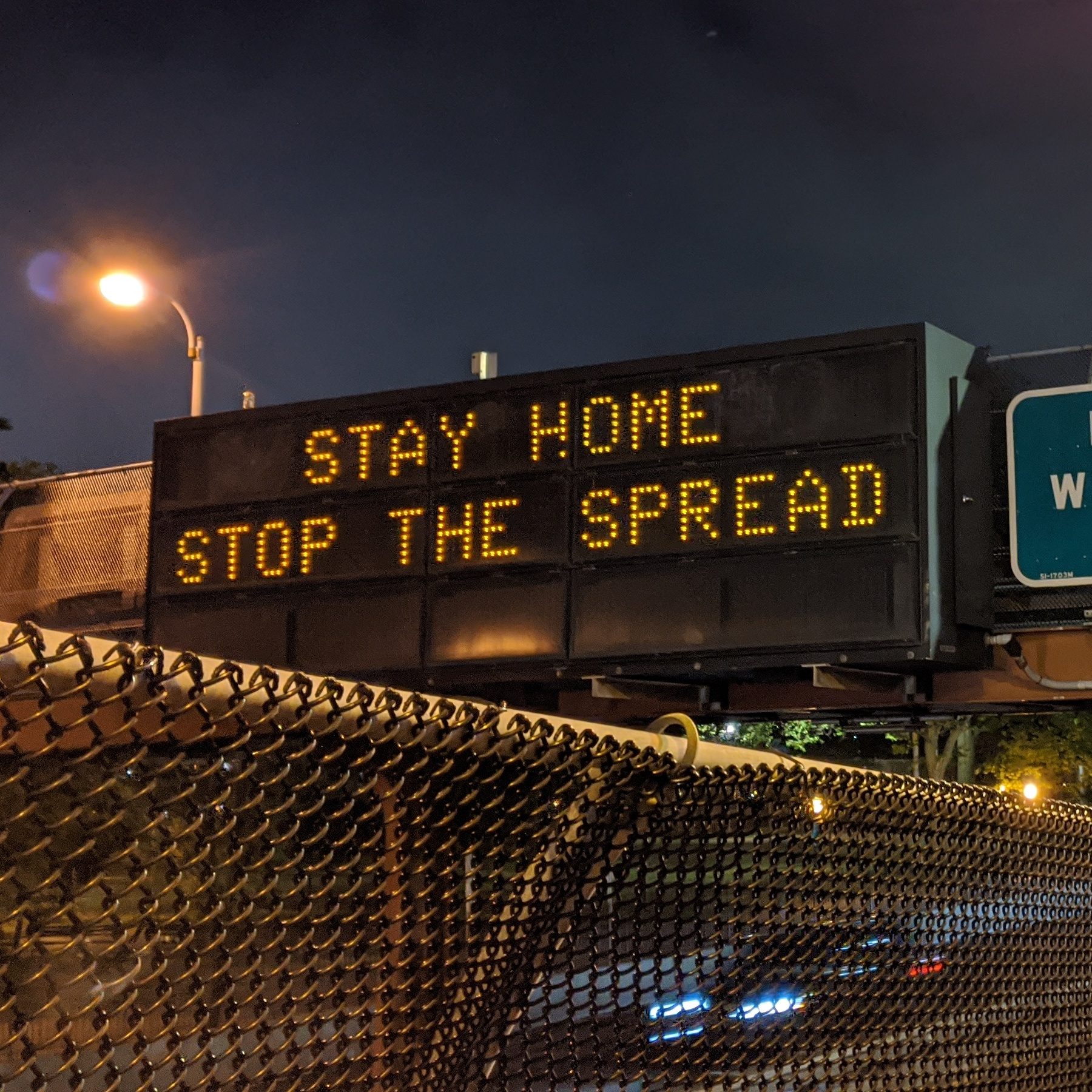
أشاد النقاد بالمسلسل الخاص لأنه يصور بدقة ميزات جائحة كوفيد–19.

أشاد النقاد بتقديم البرنامج الخاص لجائحة كوفيد–19، والتي لم يتم ذكرها بالاسم مطلقًا. وصفها دومينيك ماكسويل من صحيفة التايمز بأنها "أول تحفة كوميدية" من تلك الحقبة، واعتقد بوجالاد أنها قد تكون "قطعة فنية غربية مميزة تخرج منها". كتب ماثيو ديسيم من سلايت أن هذا العمل "كان أحد أكثر الاستجابات الفنية صدقًا للقرن الحادي والعشرين حتى الآن"، واعتبر كوين أنه قد يكون "الوثيقة الأساسية" لتلك الفترة. لم يستمتع كيفن فالون من صحيفة ديلي بيست بأي وسيلة إعلامية أخرى تم إنتاجها أو وضعها أثناء الوباء، لكنه وجد في في الداخل "العلامة المثالية لتجربة الحجر الصحي التلفزيونية الكبرى". وبالمثل، وصفت أليسون شوماكر من نادي إيه ڤي هذا العمل بأنه واحد من عدد قليل من الأعمال التي تمثل "تجسيدًا سرياليًا فعالًا ودقيقًا" للحياة الوبائية، واستعرضته باور على أنه "ملائم ثقافيًا ومتناغم موضوعيًا". حدد لويس السريالية باعتبارها ما جعلها تتناسب مع الوعي الثقافي للوباء، قائلاً إنها تركت المشاهد مع شعور بالخوف من الأماكن المغلقة قال فالون إن العروض الأخرى حول الوباء كانت "متسامحة، أو متعالية، أو بلا معنى في الغالب"، لكن في الداخل لديه "أصالة في نهجه الحميم للغاية والشخصي للغاية". وأضاف أليك بوجالاد من موقع وكر المهووسين الفيلم يتمتع "بجودة خالدة". اعتبرت راشيل سايم من مجلة نيويوركر أن الفيلم يصور على وجه التحديد تجربة "غير مقيدة، ومتوترة، ومبهجة، وخاملة" للتواجد على الإنترنت أثناء الوباء "بوضوح محموم وبارع". وبسبب القيود العملية التي فرضها بيرنهام، اعتقد جيسون زينومان من صحيفة نيويورك تايمز ' هذا دليل على أن القيود هي أفضل أشكال الإلهام.
حظي بيرنهام بإشادة النقاد لصناعته للأفلام وتمثيله. رأى باور أن " الداخل فريد من نوعه في نهجه ومحتواه وذاتيته". أشادت كاثرين فان أريندونك ' مجلة فالتشر بإخراج بيرنهام وكتابته وأدائه، ووصفه بوجالاد بأنه أفضل عمل في مسيرة بيرنهام المهنية حتى الآن. قال فالون إن "القدرات المتغيرة" التي يتمتع بها بيرنهام تجعل العمل مميزًا، في حين استعرض شوماكر صناعة الفيلم باعتبارها "مسرحية بطبيعتها ورائعة" والأداء باعتباره ضعيفًا. وجد لويس أن الكوميديا والعواطف التي يقدمها بيرنهام كانت ذات صلة. علق زينومان بأن بيرنهام توقع الانتقادات المحتملة للعرض باعتباره "مبالغًا فيه" من خلال حوار مثل "الوعي الذاتي لا يعفي أحدًا من أي شيء".
وفقًا لزينومان، استخدم بيرنهام جوانب التصوير السينمائي التي تجاهلها الكوميديون الآخرون. لخص باور الأمر بأن زاوية ونطاق اللقطات، والمونتاج، والانتقالات بين المشاهد، وتأثيرات الإضاءة تتضافر لإثارة "حلم الحمى". اعتبر كوهن أن العرض الخاص كان بمثابة "نوع من الفكاهة المشنقة المثالية" من خلال موسيقاه وصوره. قارن كل من كوهن وشوميكر فيلم في الداخل بشكل إيجابي مع فيلم الصف الثامن، حيث قال كوهن إنه كان "وسيطًا سعيدًا بين الطبيعة الغريبة السخيفة لحضوره على المسرح وغرائز السرد المتقدمة الواضحة من فيلم الصف الثامن "، ورأى شووميكر أنه جمع "مهارة صناعة الأفلام الرائعة" في الفيلم مع "ألحان البوب الكوميدية الحادة المعتادة".
أشاد زينومان ببيرنهام لعرضه مجموعة متنوعة من الأساليب الموسيقية أكثر من عروضه الخاصة السابقة، بما في ذلك البيبوب والسينثبوب وألحان العروض، بالإضافة إلى أنه أصبح "دقيقًا ومبدعًا في مفرداته البصرية مثل لغته". كتب باور أن الأغاني تنتقل بسرعة من عاطفة إلى عاطفة، وستجعل المشاهد "يضحك في دقيقة ثم يعيش أزمة وجودية في الدقيقة التالية". أشاد العديد من النقاد بالأغاني. وجد بوجالاد بيتًا في "إنستغرام المرأة البيضاء" عن وفاة والدة الشخصية ليكون "اللحظة الأكثر روعة من اللطف الإنساني والتعاطف" في فيلم في الداخل، حيث اختبره كمشهد غير متوقع ظل معه منذ مشاهدته. أشاد زينومان بنفس الأغنية ووصفها بأنها "دقيقة بصريًا ومضحكة". بالإضافة إلى ذلك، أشاد كوهن بكتاب "كيف يعمل العالم" باعتباره قويًا بشكل خاص، وأشاد هولمز بكتاب "مرحبًا بك في الإنترنت" باعتباره "أحد أفضل التنفيذات" لـ "برية" التواجد على الإنترنت.

## وصلات خارجية
- بو بورنهام: في الداخل على نتفليكس (الاشتراك مطلوب)
- بو بورنهام: في الداخل  في قاعدة بيانات الأفلام على الإنترنت (بالإنجليزية)